# Station Hangest
Station Hangest is een spoorwegstation in de Franse gemeente Hangest-sur-Somme.